# Aluta maisonneuvei
Aluta maisonneuvei är en myrtenväxtart som först beskrevs av Ferdinand von Mueller, och fick sitt nu gällande namn av Barbara Lynette Rye och Malcolm Eric Trudgen. Aluta maisonneuvei ingår i släktet Aluta och familjen myrtenväxter.

## Underarter
Arten delas in i följande underarter:
- A. m. auriculata
- A. m. maisonneuvei